# Dornier Seastar
Le Dornier Seastar est un hydravion à coque amphibie utilitaire, développé au cours des années 1980.
Le créateur du Seastar est Claudius Dornier Junior, fils de Claude Dornier, fondateur de l'entreprise du même nom connue pour ses hydravions dans les années 1930 et 1940.

## Conception
Le Seastar est un hydravion à coque, dont la cabine est conçue pour 12 passagers. La voilure est de type « parasol », c'est-à-dire que le fuselage est suspendu sous elle, une disposition historiquement populaire pour les hydravions à coque (cf Consolidated PBY Catalina par exemple). Les moteurs sont deux Pratt & Whitney Canada PT6 montés en tandem, c'est-à-dire dos à dos, l'un tractif et l'autre propulsif. La stabilité en roulis sur l'eau est assurée par des extensions latérales de la coque (nommées sponsons en anglais, quelquefois « nageoires » en Français). Elles servent aussi de logement pour le train d'atterrissage.

## Développement et efforts de commercialisation
Le premier prototype vole en 1984. Il a été construit en réutilisant la voilure d'un ancien Dornier Do 28. Le deuxième prototype, plus proche de l'avion finalisé, vole en 1987. Le type est certifié en 1990 au niveau européen. Néanmoins l'entreprise Claudius Dornier Aircraft fait faillite, malgré l'expression d'intérêt de plusieurs clients (pour un total d'environ 50 appareils) pour le modèle, et le parcours du Seastar vers la commercialisation est chaotique. Une nouvelle entreprise est formée, puis fait faillite à son tour. Une troisième entreprise tente de s'associer avec des investisseurs malais, puis avec Hindustan Aeronautics, puis avec des industriels américains, sans qu'aucun de ces projets n'aboutisse. En 2013, l'entreprise est rachetée par deux entreprises chinoises publiques basées à Wuxi, la famille Dornier restant actionnaire minoritaire. En 2020, un nouveau prototype prend son envol, caractérisé par plusieurs améliorations dont une avionique moderne et de nouvelles hélices.